# Conservatoire à rayonnement régional de Rueil-Malmaison
 (août 2025).
Le conservatoire à rayonnement régional de Rueil-Malmaison est un conservatoire à rayonnement régional, établissement d'enseignement artistique agréé et contrôlé par l'État (Direction générale de la Création artistique du ministère de la Culture et de la Communication), représenté par la direction régionale des Affaires culturelles (DRAC). Il propose trois spécialités, musique, chorégraphie et art dramatique. Il est situé à Rueil-Malmaison (Hauts-de-Seine, France).

## Histoire

### Directeurs successifs
Le premier directeur est Henri Druart de 1961 à 1972, alors clarinette-solo de l'Orchestre de la Garde républicaine. 
Jacques Taddei dirige l’établissement de 1972 à 1987, participant à la transformation de l’école municipale de musique en conservatoire. 
Francine Aubin est nommée directrice en 1987 (elle enseignait l'écriture depuis une quinzaine d'années) et assume ces fonctions jusqu'en 2011. Jean-Luc Tourret lui succède de 2011 à 2018. Fabrice Brunaud en est le directeur depuis septembre 2018.

## Le CRR aujourd’hui
Le conservatoire, et ses 98 enseignants, accueillent 1 300 élèves.

### Diplômes délivrés
Le conservatoire décerne un certificat d'études musicales et un certificat d'études chorégraphiques, ainsi que les diplômes d’études chorégraphiques, musicales et théâtrales.

### Enseignement
Dans le domaine musical, le conservatoire délivre un enseignement concernant les cordes (violon, alto, violoncelle, contrebasse), les bois (flûtes, hautbois, basson, saxophone, clarinette), les cuivres (cor, trompette, trombone, tuba) ainsi que les instruments polyphoniques (piano, accordéon, guitare, harpe, orgue, percussions). Des classes de chant, d’écriture et de composition musicales, ainsi qu’un atelier dédié aux instruments anciens et au jazz. 
Les danses classique et moderne (jazz) font partie de l’offre chorégraphique du conservatoire ainsi qu’un cursus d’art dramatique comprenant également une formation à l'expression scénique.

### Partenariats
Le conservatoire, en partenariat avec l’Éducation nationale, s’inscrit dans un cycle de classes à horaires aménagés. L’école primaire Les Trianons (musique) et les collèges Jules-Verne et La Malmaison (musique et danse) participent à ce programme,.

## Liste de professeurs et anciens professeurs
- Flûte traversière
  - Philippe Boucher
  - Pascale Feuvrier
  - Véronique Albini
- Piccolo
  - Édouard Sabo
- Hautbois 
  - Daniel Arrignon 1979-2019
  - Philibert Perrine (+ hautbois d’amour)
  - Nicky Hautefeuille (+ cor anglais)
  - Dominique Troccaz
- Clarinette
  - Cindy Descamps
  - Florent Pujuila
  - Claire Vergnory
  - Claire Voisin
- Chant
  - Mary Saint-Palais
- Violon
  - Pierre Fouchenneret
- Piano
  - Rena Cherechevskaïa
- Musique de chambre
  - Yaïr Benaïm

## Liste des anciens élèves du conservatoire
- Lucas Debargue